# Célula fotovoltaica de polímeros

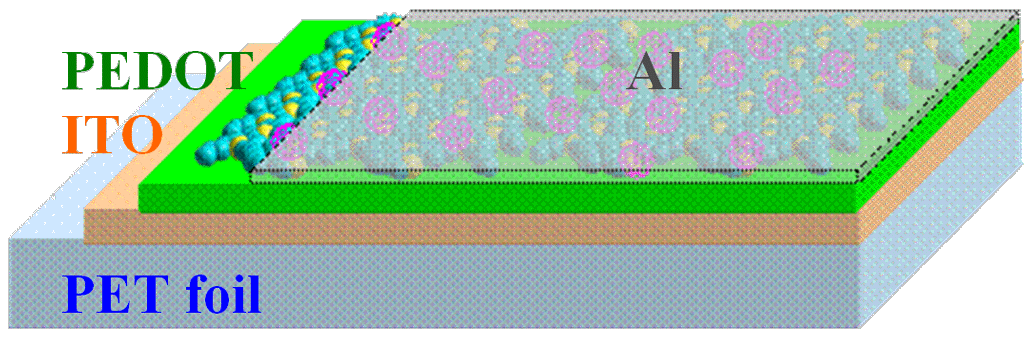
Fig. 1. Esquema de una célula solar de plástico. PET – polietileno tereftalateo, ITO – óxido de indio y estaño, PEDOT:PSS – poly(3,4-etilenedioxitiofeno), capa activa (generalmente un polímero:mezcla de fullereno), Al – aluminio.

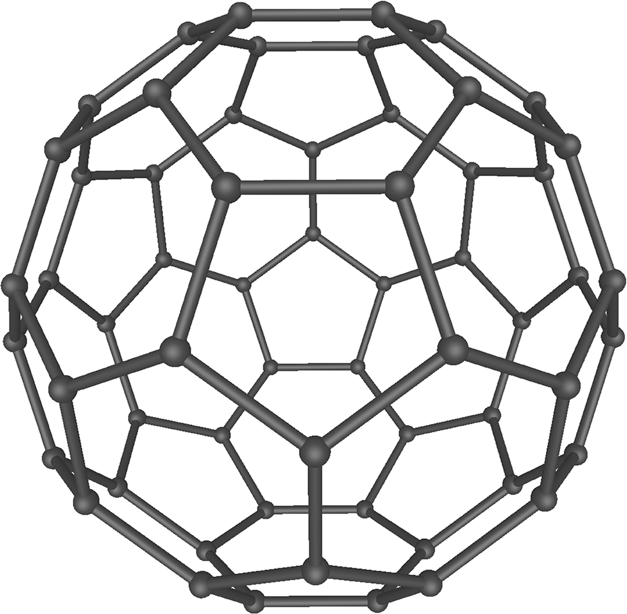
Fulereno C60.

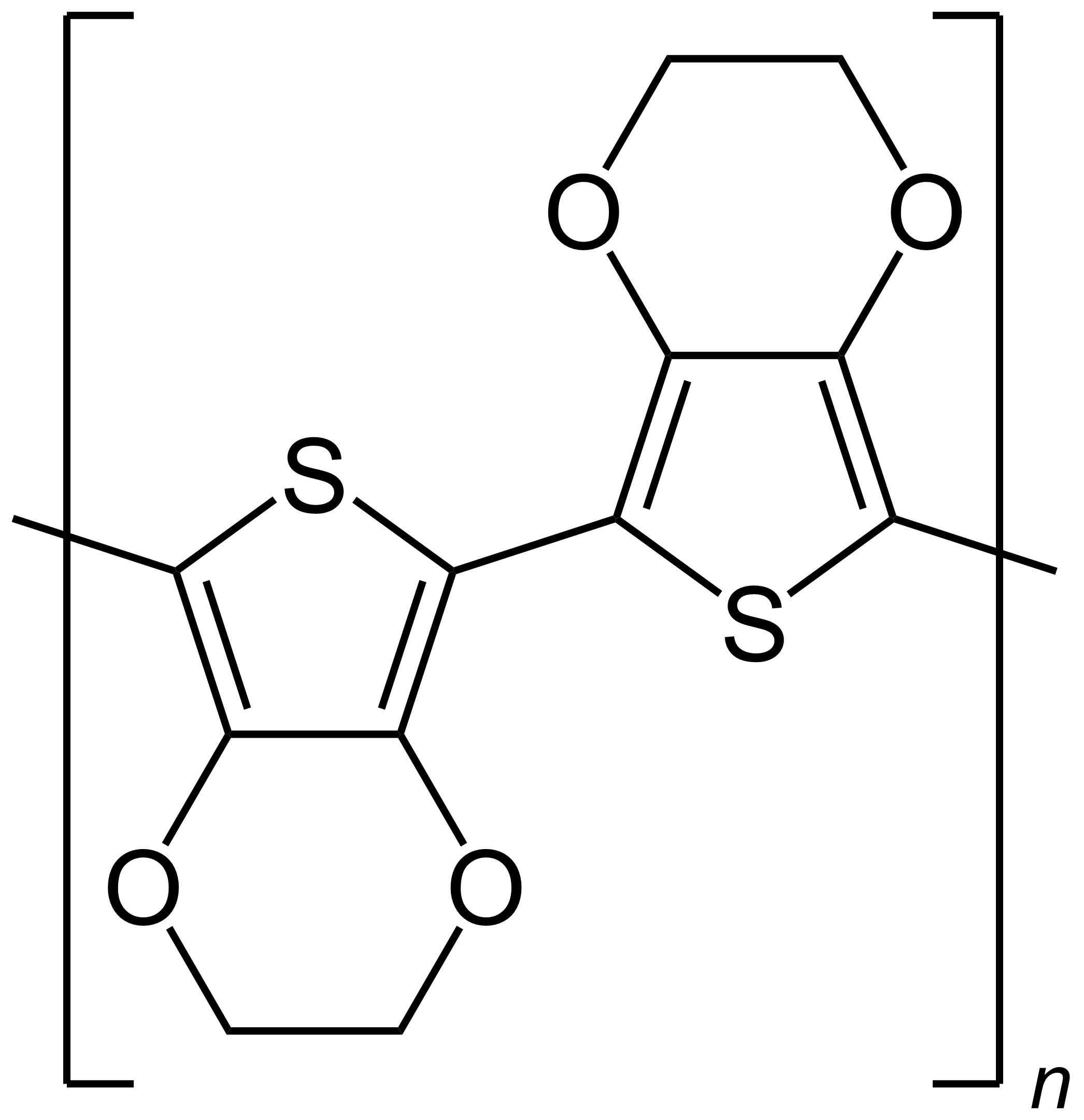
Dos enlaces de PEDOT.

Poli (sulfonato de estireno).

Las células fotovoltaicas de polímeros, es una tecnología de células solares orgánicas que producen electricidad a partir de la luz con la ayuda de polímeros semiconductores. Se trata de una tecnología relativamente nueva, estudiada en laboratorios por grupos de la industria y por las universidades de todo el mundo, aunque algunas empresas ya las han lanzado al mercado. Se trata de una subcategoría de las células fotovoltaicas orgánicas, pertenecientes a la tercera generación de tecnologías de células solares, las cuales tienen como principal ventaja la posibilidad de ser fabricadas mediante métodos "Roll-to-Roll", técnica que puede ser comparada con la impresión de periódicos, y que permite obtener largos rollos de células solares orgánicas en substratos de plásticos flexible con una escasa inversión energética. Por tanto, es una tecnología que aporta unos tiempos de recuperación de la energía inferiores a las tecnologías de la primera y segunda generación de células solares. Además, se pueden fabricar utilizando elementos abundantes en la naturaleza y de baja toxicidad. Como contraparte, la eficiencia y la estabilidad de este tipo de células solares aún debe mejorarse considerablemente para que puedan ser un rival potente frente a la tecnología del Silicio. Su carácter flexible las hace muy adecuadas para la integración en materiales flexibles o polímeros orgánicos o en siliconas, incluso en fibras textiles. Su desarrollo puede construirse sobre la investigación en ingeniería química, por ejemplo, en el auto-montaje de estas moléculas.

## Principio de funcionamiento
La física subyacente en el efecto fotovoltaico de los semiconductores orgánicos es más complicada de describir que la de las células de semiconductores minerales. Se trata de los diferentes orbitales moleculares, algunos ocupando el papel de banda de valencia, otros de banda de conducción, entre dos moléculas distintas, que actúan, una como donante de electrones y la otra como aceptor, organizadas en torno a una heterounión como en el caso de los minerales semiconductores.
1. Las moléculas que sirven de donantes de electrones (para la generación de excitaciones, es decir, de pares de electrones -agujero) se caracterizan por la presencia de electrones π, por lo general en un polímero conjugado llamado de « tipo p ».
2. Estos electrones pueden ser excitados por los fotones visibles o cerca del espectro visible, haciéndoles pasar de la  orbita molecular alto ocupada (desempeñando un papel similar a la banda de valencia en un semiconductor inorgánico) al  orbital molecular bajo vacante (desempeñando un papel similar a la banda de conducción): es lo que se llama la  transición π-π *(que, corresponde según la analogía con los minerales semiconductores, a la inyección de los transportadores en la banda de conducción a través de la banda prohibida). La energía necesaria para esta transición determina la longitud de onda máxima que puede ser convertida en energía eléctrica por el polímero conjugado.
3. Al contrario de lo que ocurre en los semiconductores inorgánicos, los pares de electrones - hueco en un material orgánico, se encuentran cerca, con un fuerte acoplamiento (y la energía del enlace está entre 0,1 y 1.6 V), la disociación de los excitones se alcanza en la interfase con la diferencia de las funciones de trabajo entre los electrodos ITO (óxido de indio y estaño), comúnmente usado como ánodo y un metal tal como Aluminio usado generalmente como cátodo en el marco del efecto de un gradiente de campo eléctrico. Al actuar esta fuerza de campo eléctrico sobre los excitones creados en ambas especies (donor y aceptor) estos son desplazados hacia un punto en la frontera entre ambos tipos de materiales, donde los excitones son disociados en un par de cargas eléctricas que serán transportadas a sus electrodos. Los electrones a través de los aglomerados de material aceptor y los huecos a través de los aglomerados de material donor. El origen de la fuerza electromotriz del dispositivo tiene que ver con la diferencia de energía entre los niveles HOMO LUMO del donor y el aceptor. ».

## Materiales

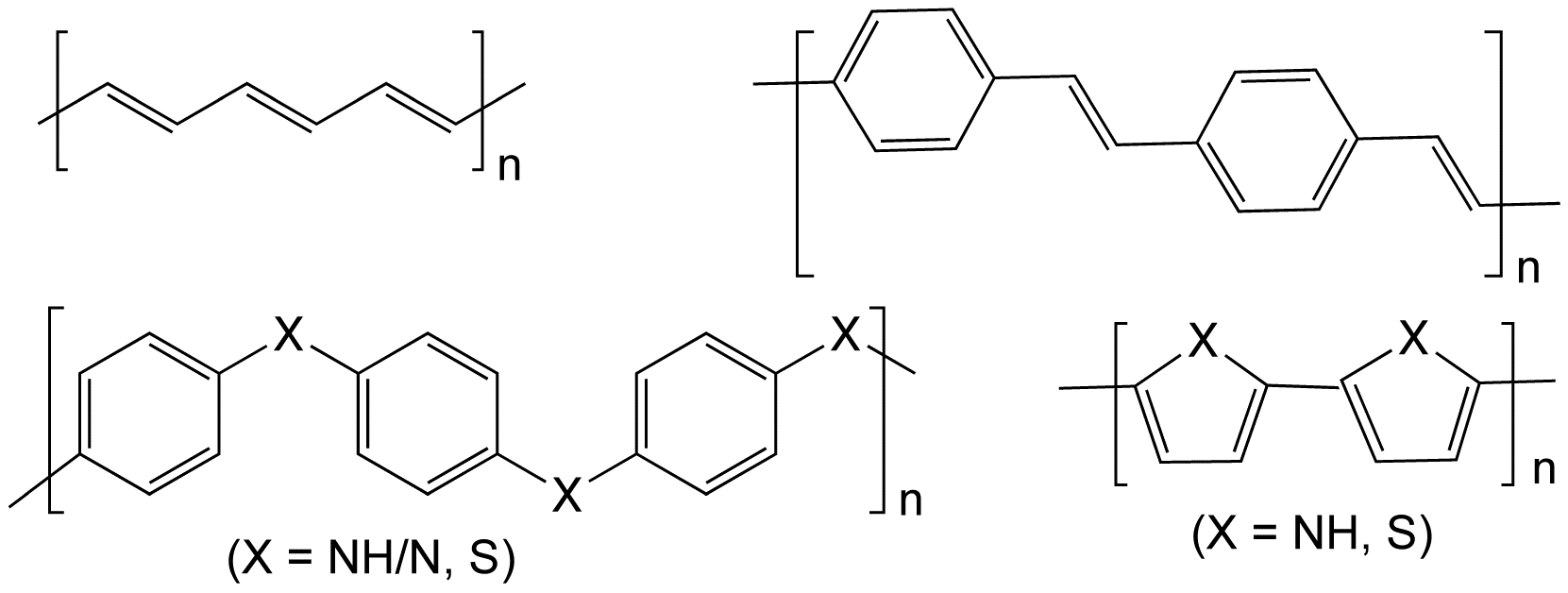
Estructura de los polímeros conductores, poliacetileno, poli (para-vinileno) (PPV), polianilina (X = N, NH), sulfuro de poli (X = S); Polipirrol (X = NH) y Politiofeno (X = S).

Las  células fotovoltaicas orgánicas utilizan a menudo películas de  poli (naftalato de etileno) (PEN), como revestimientos de protección en la superficie, cuya función principal es evitar la oxidación de los materiales orgánicos que constituyen las células fotovoltaicas orgánicas: el O2 es una impureza que actúa como un centro de recombinación electrón-hueco, degradando el rendimiento de los componentes electrónicos. Bajo estas capas de protección se encuentran una o varias unión p-n entre materiales donantes y materiales aceptores de electrones, como en las células solares clásicas de semiconductores minerales.
Un ejemplo práctico es insertar moléculas fulereno (C 60) como aceptores de electrones (tipo n) entre las cadenas de polímeros conjugados como el PEDOT:PSS, formado por  poli (3,4-ethylenedioxythiopheno) (Pédot) como donante de electrones (tipo p) mezclado con poli (sulfonato de estireno ) (PSS) para garantizar su solubilidad.
En términos generales, la investigación actual se centrará en los derivados de politiofenoes como polímeros tipo p sobre todo el poli (3-hexylthiophène) (P3HT).,, con derivados del fulereno como aceptores (tipo n) tales como el [6,6]-phényl-C61-butirato de metilo (PCBM).
Otras uniones p/ n se están investigando, sobre todo a base de para-phénylène-vinylène (PPV) como donante, como MEH-PPV / PCBM ou MDMO-PPV / PCBM, o a la vez como donantes y como aceptores, tales como el MDMO-PPV / PCNEPV,.

## Revestimiento
Las células solares de polímeros pueden ser depositadas en superficies flexibles, como tintas con procesos de bajo coste y, esto por tanto, podría permitir hacer células solares baratas. Sin embargo, por el momento los rendimientos no son más que del 5 % en el laboratorio y este se debe mejorar antes de que puedan desempeñar un papel importante en la producción de energía fotovoltaica.